# فيليكا بلانا

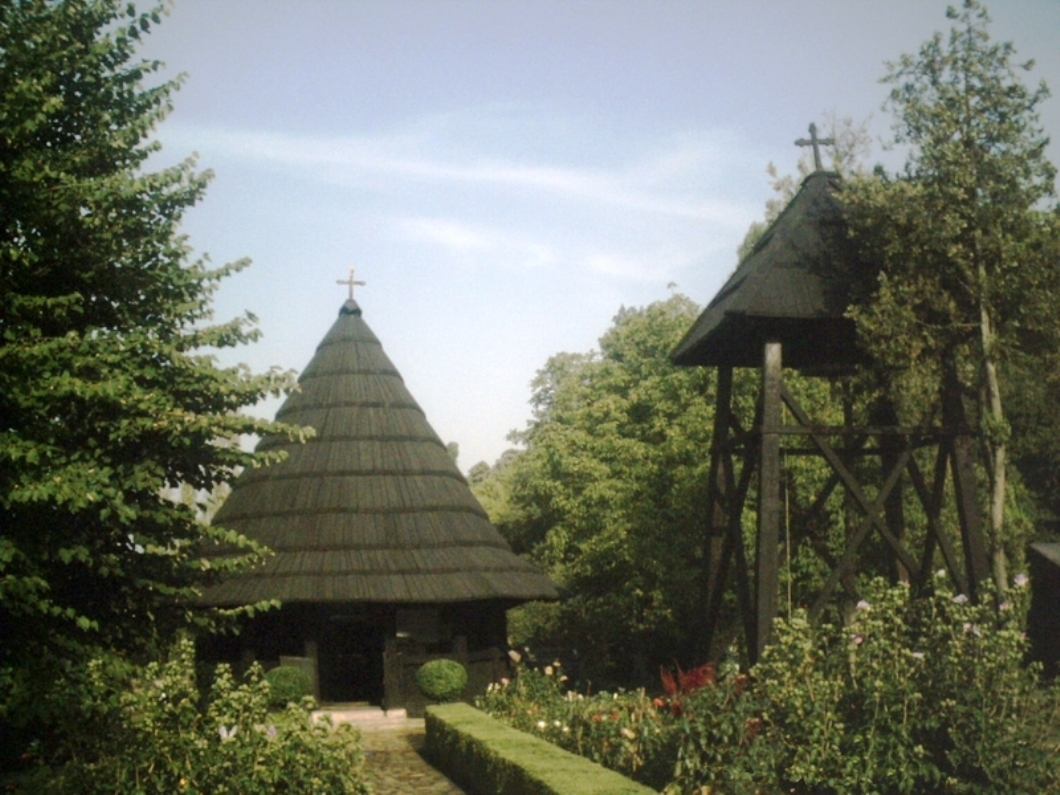
دير بوكاننتسا قرب المدينة

فيليكا بلانا (Велика Плана) هي مدينة في بودونافليي في مقاطعة وسط صربيا في صربيا.
يبلغ عدد سكانها حوالي 15993 نسمة.

## توأمة
لفيليكا بلانا اتفاقيات توأمة مع كل من:
- بودفا
- كونسيليتشي
- رادوفيتش